# 吐尔逊江·买买提
吐尔逊江·买买提（1965年—）维吾尔族，新疆和田人。中华人民共和国作家。中共党员。

## 生平
1983年，自新疆于田县师范学校毕业并参加工作。此后历任教师，《新玉文艺》杂志编辑、编辑部副主任并主持工作。副编审。1986年至1988年，在和田地区教育学院语文专业进修。1996年，通过新疆大学成人教育学院学习，获语言文学本科文凭。1987年开始发表文学作品。2008年加入中国作家协会。

## 著作
- 长篇小说：《诀别》（上、下）等三部
- 中篇小说：《狼沟》、《母亲的尊严》等15篇
- 短篇小说集：《深夜仙女》等两部
- 短篇小说：《染匠之驴新传》、《世界末日》等160多篇
- 报告文学：《农民身边有毛驴》、《人民的知音》等十多篇[1]